# El impostor (novela de Javier Cercas)
El impostor es una novela de no ficción del escritor español Javier Cercas, publicada en 2014 por la editorial Literatura Random House. El libro cuenta la historia del sindicalista español Enric Marco Batlle, de quien se descubrió que había falsificado información para hacerse pasar como superviviente de los campos de concentración nazis durante la Segunda Guerra Mundial. Luego de una extensa investigación, el autor retrata también cómo Marco se hizo pasar por un antifranquista y antifascista a lo largo de varias décadas. Ha sido reconocida con el Premio al Libro Europeo.
La obra está dedicada a su hijo Raül Cercas y a su esposa Mercè Mas.

## Creación de la obra
Las intenciones del autor por crear esta obra se remontaban al menos a 2009, año en que Cercas conoció a Enric Marco, cuatro años después de que se conociera su impostura. Antes de decidirse a comenzar, escribió dos artículos para el periódico El País, inspirados o bien referidos explícitamente al biografiado, titulados «Yo soy Enric Marco» y «El chantaje del testigo».

## Estructura
El libro se divide en tres partes, tituladas «La piel de la cebolla», «El novelista de sí mismo» y «El vuelo de Ícaro (o Icaro)», cada una de las cuales se subdivide en trece, doce y nueve secciones enumeradas, respectivamente. La novela finaliza con un epílogo titulado «El punto ciego», subdividido en seis secciones enumeradas, el que es sucedido por una breve nota de agradecimientos en la que figuran cincuenta y nueve nombres.
Dentro del libro se incluyen siete fotografías en blanco y negro, que el autor utiliza para aportar más veracidad al contenido de su obra.

## Contenido
- La piel de la cebolla
- El novelista de sí mismo
- El vuelo de Ícaro (o Icaro)